# Из вагантов
«Из вага́нтов» (инципит «Во французской стороне…», другие прижившиеся названия — «Песенка студента», «Студент») — песня композитора Давида Тухманова из концептуального альбома Тухманова «По волне моей памяти» (1976) на вольный перевод Льва Гинзбурга с латинского языка текста песни вагантов Hospita in Gallia (XIII век). Отбор всего литературного материала для альбома, включая стихотворение вагантов, и фактическое продюсирование альбома были сделаны женой Тухманова Татьяной Сашко. Песня была самой простой в альбоме, легко воспринимаемой и исполняемой самими слушателями и по этой причине наиболее популярной. Альбом «По волне моей памяти» в целом и «Из вагантов» — «весёлая и бесшабашная» песня «странствующих студентов» — стали в СССР культовыми. Песня более сорока лет исполняется её первым исполнителем Игорем Ивановым; другие певцы продолжают записывать и исполнять её кавер-версии.

## Текст
Музыка Давида Тухманова.

Слова вагантов.

Перевод Льва Гинзбурга.

Во французской стороне,

на чужой планете,

предстоит учиться мне

в университете.

До чего тоскую я —

не сказать словами…

Плачьте ж, милые друзья,

горькими слезами!

На прощание пожмём

мы друг другу руки,

и покинет отчий дом

мученик науки.

<…>
Жена Давида Тухманова и фактический продюсер концептуального альбома «По волне моей памяти» Татьяна Сашко, отбиравшая для него весь литературный материал, выбрала в том числе и вольный перевод Льва Гинзбурга текста песни вагантов Hospita in Gallia (XIII век) из рукописного сборника Carmina Burana. Гинзбургом перевод этого стихотворения первоначально был опубликован под названием «Прощание со Швабией». Со Львом Гинзбургом, который умер через четыре года после выхода тухмановского альбома, в 1980 году, Давид Тухманов не успел познакомиться — о чём говорил с сожалением.
Позже Тухманов рассказывал, что книга со стихотворениями вагантов попалась ему на глаза именно в тот период, когда он начал «сочинять свой цикл» «По волне моей памяти»:
…В каком-то доме я увидел стоящий на книжной полке крошечный томик, размером с портсигар. Он смотрел через стекло, обложкой наружу, и я прочитал заглавие: «ИЗ ВАГАНТОВ». Из чего-из чего?.. Я не встречал раньше такого слова и не знал, впрочем, как и многие другие, что такое, или вернее, кто такие эти «ваганты». Раскрыв книжечку, я увидел стихи, а в предисловии прочёл, что «ваганты» — это странствующие студенты, бродячие школяры средневековой Европы.
Оригинальная латинская песня вагантов была сопряжена с реалиями обучения студентов в Парижском университете. Опасения в песне швабского юноши, отправляющегося на учёбу в Париж, по поводу того, что профессора могут его «замучить насмерть», были вполне обоснованы. Курс обучения на одном из факультетов Парижского университета, богословском, длился десять лет. В диспуте на выпускном экзамене, который продолжался без перерыва двенадцать часов — с шести утра до шести вечера, студенту противостояло двадцать диспутантов, которые сменялись каждые полчаса. Сам студент был лишён отдыха и не мог в это время ни есть, ни пить. Если он выдерживал это испытание, то становился доктором и увенчивался особой чёрной шапочкой.

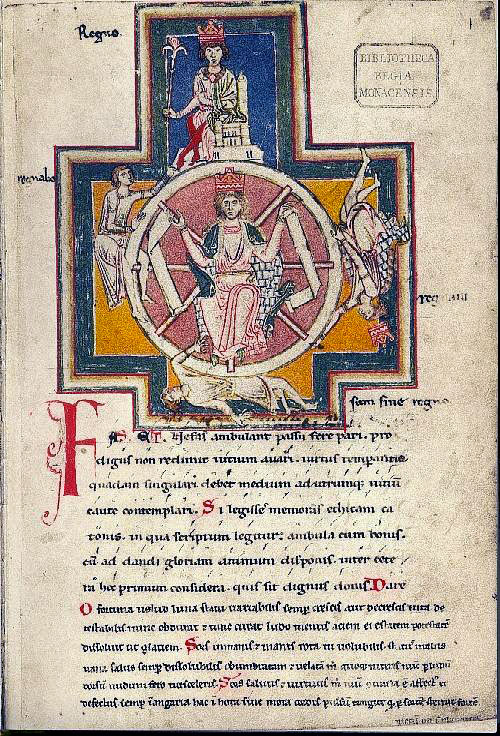
«Колесо фортуны» — одна из миниатюр рукописи Carmina Burana (XIII век), крупнейшего известного сборника вагантов, куда входит и вольно переведённое Львом Гинзбургом Hospita in Gallia («Прощание со Швабией»)

С вольным переводом Гинзбурга создатели песни тоже обошлись вольно — третья и последняя пятая строфа в процессе работы над песней были купированы. В третьей шла речь о Боге (в латинском оригинале — Deo), из-за чего песня могла быть полностью запрещена цензурой:
Слёзы брызнули из глаз…

Как слезам не литься?

Стану я за всех за вас

господу молиться,

чтобы милостивый бог

силой высшей власти

вас лелеял и берёг

от любой напасти,

как своих детей отец

нежит да голубит,

как пастух своих овец

стережёт и любит.

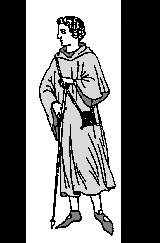
Студент (неизвестный автор, около 1500 года)

В пятой строфе присутствовали излишние для тухмановского варианта песни локализация («разлюбезный швабский край») и морализаторство, связанное с необходимостью учиться:
Вот и всё! Прости-прощай, 

разлюбезный швабский край! 

Захотел твой житель 

увидать науки свет!.. 

Здравствуй, университет, 

мудрости обитель! 

Здравствуй, разума чертог! 

Пусть вступлю на твой порог 

с видом удрученным, 

но пройдёт ученья срок, —

стану сам учёным. 

Мыслью сделаюсь крылат 

в гордых этих стенах, 

чтоб отрыть заветный клад 

знаний драгоценных!
Вторая строфа стихотворения («Вот стою, держу весло…»), частично повторённая в конце песни, после четвёртой строфы, фактически стала её припевом.
Оригинальный латинский текст Hospita in Gallia из Carmina Burana был отличен от вольного гинзбургского перевода даже по структуре (в нём было не пять, а восемь строф).

## Выбор певца и запись песни

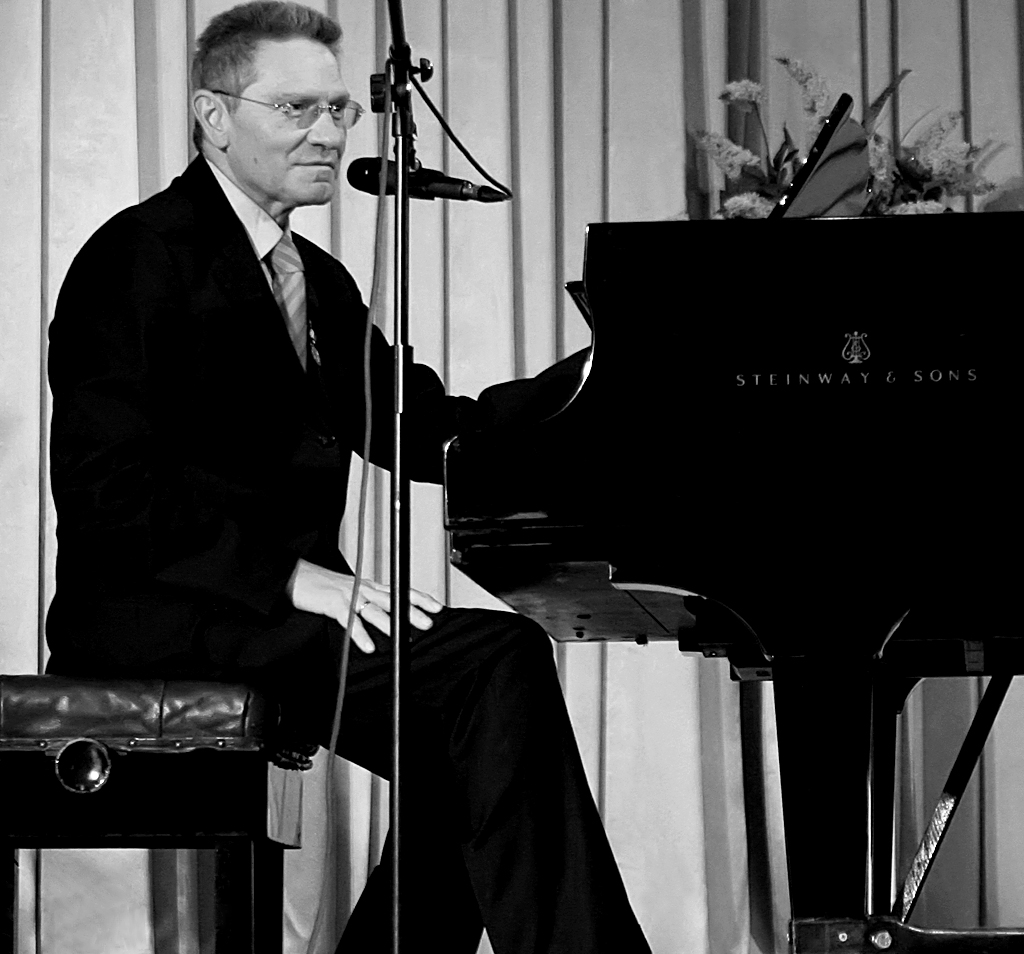
Давид Тухманов. 2007

Певец Игорь Иванов познакомился с Давидом Тухмановым и его женой Татьяной Сашко в начале 1975 года, когда они, услышав от кого-то про интересного ресторанного певца, пришли посмотреть его выступление в ресторане «Октябрь» на проспекте Калинина. По утверждению Иванова, после этого выступления Тухманов и Сашко предложили ему записать сольную пластинку. Но ещё до этого композитор Вячеслав Добрынин предложил Игорю Иванову записать несколько своих новых песен в недавно созданном вокально-инструментальном ансамбле «Лейся, песня», в который певец и перешёл из ресторана ради добрынинских песен. Тухманову Иванов также предложил отдать новые песни в этот ансамбль. В итоге «Лейся, песня» выпустила тухмановский миньон с «Песенкой про сапожника», «Ты не забудешь обо мне», «Объяснить невозможно», «Не знаю, что и думать мне». Вторым солистом в ансамбле и на миньоне был Владислав Андрианов, которого заметивший его Тухманов затем пригласил спеть заглавную песню альбома «По волне моей памяти».

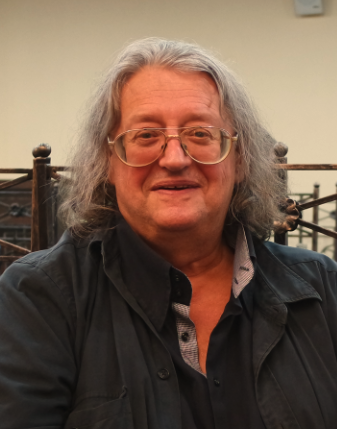
Александр Градский. 2015

Для Игоря Иванова в том же альбоме предназначалась песня «Из вагантов». Александр Градский, записывавшийся в 1972 году для дебютного студийного тухмановского альбома «Как прекрасен мир», позже говорил Иванову, что песню «Из вагантов» Тухманов предлагал записать ему, но он отказался. Иванов, тем не менее, считал, что «это совсем не сашина песня, и <…> Саша тут лукавит». Игорь Иванов утверждал, что определяющим для Тухманова было звучание записанной им «Песенки про сапожника» и что Тухманов пригласил его петь «Из вагантов» за год до записи других исполнителей альбома — в начале 1975 года, а через год, весной 1976 года, напомнил об этом. Сергей Дьячков уверял, что «Из вагантов» сначала спел Леонид Бергер, что у него была эта запись и что Иванов записал «Из вагантов» для альбома после того как Бергер эмигрировал в Австралию — это, по словам Дьячкова, вынудило Сашко и Тухманова из-за опасений запрета альбома перезаписать песню с Ивановым («он хороший певец, но не Бергер»). Игорь Иванов на это возражал, что альбом записывался в 1975—1976 годах, Бергер эмигрировал в 1974 году, а Тухманов в 1974 году записывал диск «Эта весёлая планета» — «мне кажется, что Тухманов так далеко не заглядывал, потому что он все свои музыкальные проекты доводил до конца. Пока диск не выпущен, дальше ничего не происходило». В поддержку версии Иванова свидетельствовало и то, что вся ритм-секция альбома «По волне моей памяти» была записана только в 1975 году, а все вокалисты записывались в конце 1975-го — начале 1976 года.
Игорь Иванов впоследствии рассказывал, что «вообще не знал, кто такие ваганты». Тухманов пригласил его к себе на приготовленную им самим утку с яблоками и «очень красиво, понятно объяснил». «По мысли Тухманова», как её передавал спустя сорок лет Иванов, в песне «Из вагантов» всё должно было быть «весёлым, бесшабашным». В качестве своей аналогии этой весёлости и бесшабашности певец приводил эпизод из фильма «Вий», когда семинаристы во главе с Хомой Брутом в исполнении Леонида Куравлёва «выходят с занятий с песнями, криками, „отвязываются“ на всю катушку».
Как и другие солисты альбома, Игорь Иванов вспоминал, что «музыкальный проект диска делался инкогнито. Никто ничего не знал, кто и что будет петь, и как это всё будет выглядеть в итоге». По свидетельству Иванова, в песне «Из вагантов» была длинная «красивая кода», которую «потрясающе играл на гитаре» Борис Пивоваров: «Что там Пивоваров играл!.. Это загляденье! Я бы сейчас [в 2016 году] с удовольствием бы то, что Тухманов вырезал, добавил к этой пластинке и из этого соло перевёл бы в другое». Как вспоминал Игорь Иванов, свою песню он записал очень быстро — за один час пятнадцать минут. Сам он был недоволен некоторыми моментами записи, но Тухманов его успокоил: «Игорь, замечательно, больше ничего не надо». Свою песню Иванов характеризовал как «самую заводную» в альбоме, из других ему особенно нравились «Сердце, моё сердце» и «По волне моей памяти». Певец не мог купить альбом с собственной песней (диск полностью разошёлся в магазинах) и получил его в подарок от Тухманова.
В записи песни также принимали участие в качестве бэк-вокалистов музыканты вокально-инструментального ансамбля «Надежда», которых Сашко и Тухманову предложил для записи Игорь Иванов. По воспоминаниям Людмилы Шабиной, их было около пяти человек, в том числе она сама, её муж бас-гитарист Александр Шабин (Шабины только что перешли в «Надежду» из ВИА «Магистраль» — аккомпанирующего состава Юрия Антонова) и, возможно, гитарист Сергей Бурченков. Как вспоминала Людмила Шабина, «сказали, что нам надо петь как на проводах в армию, то есть приняв два стакана водки, и смеяться как сумасшедшим. Включали музыку только в тех местах, где надо было петь „ла-ла-ла“ и смеяться. Так что мы даже и не поняли, что это за песня. <…> Но много голосовых наложений мы не делали, поэтому звучит, как звучит». Игорь Иванов также участвовал в записи бэк-вокала и, в отличие от Шабиной, вспоминал о большом количестве наложений: «Мне в этой песне пришлось делать много наложений. И петь с хором, и кричать, и вторые голоса, и третьи».

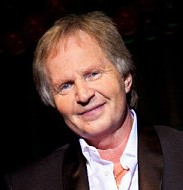
Игорь Иванов. 2013

Исполнитель песни «По волне моей памяти» Владислав Андрианов воспринимал альбом как коллективный успех ансамбля «Лейся, песня»:
Тухманов оторваться дал прилично и мне, и вообще «Лейся песне». Мы же тогда ничего не знали о его планах — записали и записали. А пластинка стала революцией в советской музыке для того времени. <…> Однажды утром <…> стою на автобусной остановке, а изо всех окон сплошняком «льются песни» — «Во французской стороне…» и «Когда это было, когда это было? Во сне? Наяву?..» После этого нас начали называть: «оклад шесть пятьсот, холост». <…> У нас у всех вдруг рожи стали такие умиротворённые, типа томджонсы, всего достигли. Пошили смокинги, надели рубашки с бабочками. Надо, мол, соответствовать. Детский сад, словом. Но факт: по песням «Прощай» и «Кто тебе сказал?» нас узнали, а «По волне моей памяти» — это уже был наш сумасшедший взлёт.
Андрианов спустя десятилетия воспринимал Иванова как участника ВИА «Лейся, песня» по инерции: уже осенью 1975 года, за несколько месяцев до записи вокалистами песен альбома «По волне моей памяти» и за год до его выхода, Игорь Иванов выступал в ВИА «Надежда». Из-за внутреннего конфликта в ансамбле «Лейся, песня» он раскололся на две части. Часть коллектива, включая Владислава Андрианова, осталась под тем же названием вместе с музыкальным руководителем Валерием Селезнёвым, а Иванов вместе с администратором (фактическим продюсером) Мишей Плоткиным ушёл в созданный Плоткиным вокально-инструментальный ансамбль «Надежда». В 2013 году в связи с тухмановским альбомом Плоткин говорил: «Я счастлив, что мне Бог подарил возможность знать Давида Фёдоровича [Тухманова]. Он был связан с моими коллективами и моими участниками. И в этом диске [„По волне моей памяти“] <…> три исполнителя, которые работали со мной — Игорь Иванов, Люда Барыкина, Влад Андрианов».

«Яблоко» первой стороны грампластинки «По волне моей памяти» с записью песни «Из вагантов» (1976)

Грампластинка фирмы «Мелодия» «По волне моей памяти» с песней «Из вагантов» под третьим номером на первой стороне вышла 9 сентября 1976 года.

## Рецепция
Давид Тухманов говорил о песне «Из вагантов», что «это был самый простой номер, единственный на диске, приближавшийся к песне традиционной, с куплетом-припевом. Люди лучше всего воспринимают ту музыку, которую понимают». Тухмановская интенция в значительной мере смогла себя выразить:
…Я постарался передать в музыке озорной и неуёмный дух, свойственный вообще всякой студенческой братии во все времена. Песенка эта стала едва ли не самой популярной из всего цикла, множество людей услышали это непонятное странное, и все меня спрашивали: что такое «ваганты»? Ну, а теперь всякий знает — это нормальные студенты.
Певец Игорь Иванов также считал, что песня была самой популярной на диске — её чаще других играли на танцах и пели. За границей, по его наблюдениям, она производила «ошеломляющее впечатление» из-за ожидания от советских артистов лишь «„Калинки“ да хороводов». Журналист Алексей Михалёв, снявший в 2016 году к 40-летию альбома «По волне моей памяти» документальный фильм «На своей волне», оценивал песню «Из вагантов» как «главный шлягер» этого диска. По мнению телеведущего Юрия Николаева, «в 70-х песня стала культовой для целого поколения». Журнал «Максим» в 2015 году назвал «Из вагантов» одной из «сигнатурных песен» Тухманова, «которую ты узнаешь в любое время, в любом месте и в любом состоянии».

## Воспроизведение и кавер-версии

Обложка финского миньона Ajatuksissani käyn luoksesi (1978) с песнями «Я мысленно вхожу в ваш кабинет» и «Из вагантов»

Игорь Иванов исполнял песню «Из вагантов» на всём протяжении своей песенной карьеры и включил её в свой итоговый неофициальный сборник The Best в числе двадцати одной песни. В 1978 году ивановская запись песни была включена в диск-гигант фирмы «Мелодия» (C90-11255-56), сборник «Наши песни», изданный в преддверии Олимпиады-80 в Москве, с олимпийской эмблемой на обложке (в этот же сборник была включена другая песня из альбома «По волне моей памяти» — «Я мысленно вхожу в ваш кабинет» в исполнении эмигрировавшего к этому времени в Великобританию Мехрдада Бади). Те же две песни вошли в финский миньон 1978 года Ajatuksissani käyn luoksesi (рус. «В моих мыслях я прихожу к тебе»). В 1976 году как участник и в 1979—1981 годах как приглашённый солист Иванов исполнял «Из вагантов» в концертных выступлениях вокально-инструментального ансамбля «Надежда». В 1976—1977 годах, после ухода Игоря Иванова из ансамбля, «Надежда» исполняла песню без него — с вокалистом Леонидом Белым. Некоторое время, даже при достаточно быстрой в тех исторических реалиях ротации участников, ансамбль мог воспроизводить на концертах почти аутентичный тухмановской записи бэк-вокал с участием тех же, что и при записи, музыкантов — Людмилы Шабиной, Александра Шабина и др.

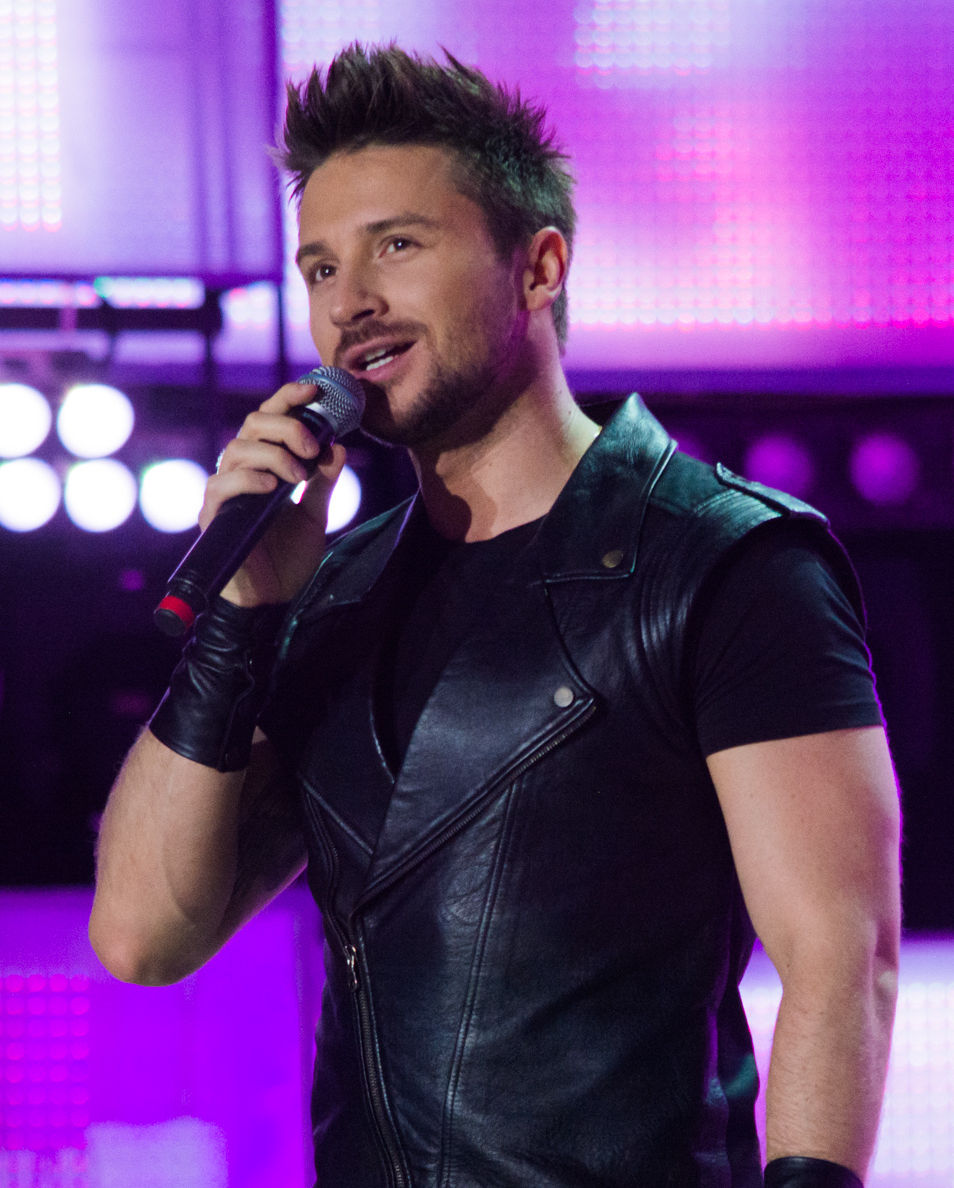
Сергей Лазарев. 2015

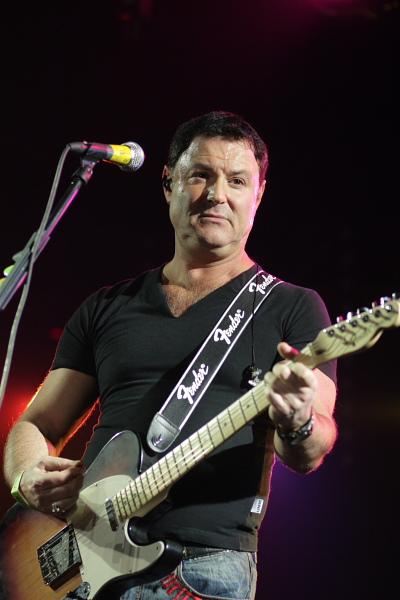
Максим Леонидов. 2009

В музыкальном фильме «Старые песни о главном 3» (1997) «Из вагантов» под названием «Песенка студента» пел Максим Леонидов. В 2000 году вышел компакт-диск альбома «По волне моей памяти», для которого Давид Тухманов сделал новую аранжировку песни и сам записал вокал. При этом он оставил те же подпевки, что и в оригинальной версии, лишь сдвинув их по времени. Бэк-вокалистка песни Людмила Шабина, чей «смех и голос» Тухманов сохранил в новой версии, говорила, что это авторское исполнение — «не лучший вариант». В 2001 году композитор опубликовал авторский вариант песни на диске «Давид Тухманов. Мои любимые… Избранные песни в исполнении автора» в ряду двенадцати треков.

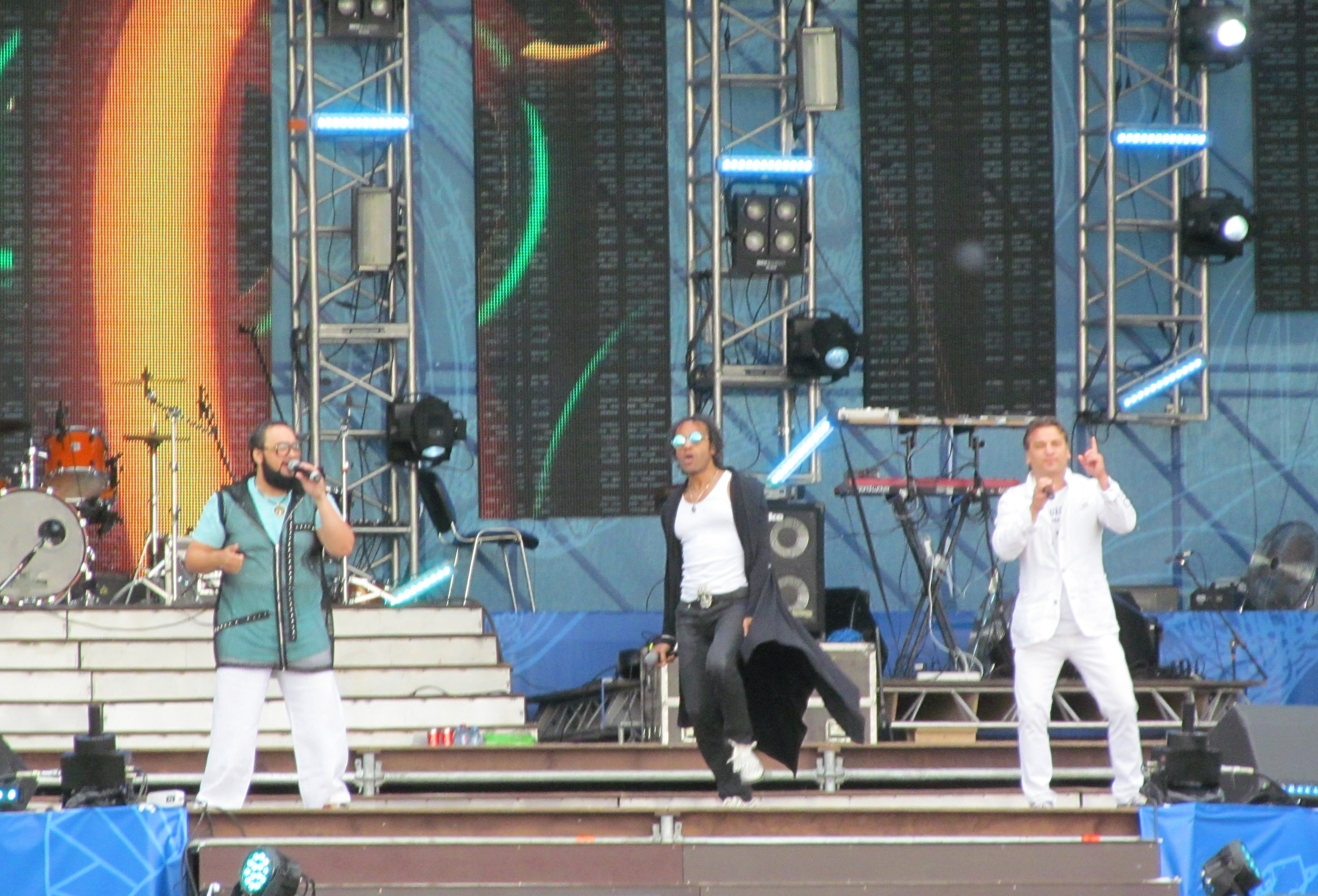
Бывшие участники группы «Премьер-министр» Жан Григорьев-Милимеров, Питер Джейсон и Марат Чанышев (слева направо) в составе эрзац-группы «ПМ» (инициальная аббревиатура словосочетания премьер-министр). 2017

В музыкальном фильме «По волне моей памяти», снятом без участия Тухманова в 2006 году к 30-летию выхода альбома «По волне моей памяти», песня была исполнена участниками группы «Премьер-министр» Вячеславом Бодоликой, Жаном Григорьевым-Милимеровым и Маратом Чанышевым, к моменту выхода фильма уже покинувшими группу.
На творческом вечере, посвящённом 70-летию Давида Тухманова, в рамках фестиваля «Новая волна 2010» 30 июля 2010 года «Песенку студента» пел Сергей Лазарев. «Из вагантов» была единственной песней из альбома «По волне моей памяти», включённой в составе одиннадцати тухмановских песен в тематический выпуск «Песни Давида Тухманова» телепрограммы «Достояние республики» 6 октября 2013 года, где её спел первый исполнитель — Игорь Иванов.

## Участники записи 1975—1976 годов
- Борис Пивоваров (гитара)[24]
- Аркадий Фельдбарг (бас-гитара, скрипка)[24]
- Владимир Плоткин (ударные)[24]
- Давид Тухманов (фортепиано, орган, синтезатор, электропиано)[24]
- Медная группа ансамбля «Мелодия» под управлением Георгия Гараняна[24]
- Струнная группа Большого симфонического оркестра Всесоюзного радио и телевидения (дирижёр Константин Кримец)[24]
- Звукорежиссёр Николай Данилин[24]

## Комментарии
1. ↑  На обороте конверта альбома «По волне моей памяти» было написано: «Литературный материал подобран Татьяной Сашко».
2. ↑  Тухманов, по всей вероятности, увидел миниатюрное издание гинзбурговских переводов вагантов с ограниченным числом текстов. Такие вручную сделанные миниатюрные издания были весьма распространены в СССР в 1970-е годы.
3. ↑  В советское время, когда появился и был опубликован перевод Гинзбурга, слово Бог во всех случаях писалось со строчной буквы.
4. ↑  Название, данное стихотворению Львом Гинзбургом — «Прощание со Швабией», — также оказалось для создателей песни неприемлемым.
5. ↑  Продюсер Миша Плоткин, соруководитель ансамбля «Лейся, песня», впоследствии вспоминал: «Когда пришёл Игорь, то почти сразу возникло ощущение внутренней борьбы между солистами. Не было хамства, взаимных упрёков, но это чувствовалось. Владислав Андрианов, понятное дело, sexy, хороший певец и прекрасный артист. А Игорь певец голосовой. Кроме того, у Влада — харизма, за ним тянутся люди. А Игорь простой и правильный, всегда в стороне, не пьёт, жену Зиночку любит» (см.: Симонян Георгий. Будь благодарен за прошлое…: [Интервью с Мишей Плоткиным]. Вокально-инструментальная эра (январь 2015). Дата обращения: 12 января 2017.).
6. ↑  Существование такой записи более ничем, кроме слов Сергея Дьячкова, не подтверждено.
7. ↑  Инципит песни «По волне моей памяти».
8. ↑  Игорь Иванов в составе ансамбля «Лейся, песня» был первым исполнителем песни «Прощай», получившей впоследствии бо́льшую известность в исполнении Льва Лещенко.
9. ↑  Первым исполнителем песни «Кто тебе сказал?» композитора Вячеслава Добрынина на слова Леонида Дербенёва был Владислав Андрианов в составе ансамбля «Лейся, песня».
10. ↑  Соруководитель ансамбля Миша Плоткин позже так объяснял причины раскола: «…Валерка Селезнёв просто великолепный музыкант. Если бы не пил. В этой ситуации очень жалко его. Жизнь Селезнёва мне напоминает судьбу Бориса Ельцина. Люди, пользуясь тем, что он выпивает, решали свои тёмные делишки. Именно это и заставило меня уйти. Никто не может сказать, что Плоткина выгнали, Плоткин всегда уходил сам. <…> Ребята перестали прислушиваться, начали всё делать по-своему и не всегда правильно. Началась звёздная болезнь. И в какой-то момент я заявил, что ухожу. Я никого не звал за собой, никого не уводил. Но, узнав, что я ухожу, за мной ушёл Игорь Иванов, за ним Слава Улановский, Скрипцов, Киселёв, короче говоря, все, кто не пили» (см.: Симонян Георгий. Будь благодарен за прошлое…: [Интервью с Мишей Плоткиным]. Вокально-инструментальная эра (январь 2015). Дата обращения: 12 января 2017.).
11. ↑  Людмила Барыкина записала для альбома песню «Смятение». На момент записи песни для тухмановского диска она не была связана с Мишей Плоткиным и работала вместе с мужем, гитаристом Олегом (Аликом) Петровым в ансамбле Юрия Антонова «Магистраль», но на момент выхода альбома уже перешла вместе с Петровым в плоткинскую «Надежду». Ещё раньше в «Надежду» из «Магистрали» перешли дружившие с Барыкиной и Петровым семьями и делавшие подпевки песни «Из вагантов» Людмила Шабина и её муж Александр Шабин, которые вскоре развелись, но продолжали работать в одном ансамбле. Барыкина менее чем через год, в апреле 1977 года, из «Надежды» ушла и затем стала солисткой ВИА «Весёлые ребята».
12. ↑  В 2000 году группа «Премьер-министр» в начальном составе (Дмитрий Ланской, Питер Джейсон, Вячеслав Бодолика, Жан Григорьев-Милимеров) дала «вторую жизнь» другому шлягеру Давида Тухманова — «Восточной песне».

## Видео
Игорь Иванов
- Игорь Иванов поёт песню «Из вагантов». Телепрограмма «Достояние республики». Песни Давида Тухманова (6 октября 2013). Дата обращения: 9 января 2017. (00.47.56—00.50.56)
- Выступление Игоря Иванова с песнями «Прощай» и «Из вагантов» на юбилейном концерте Валерия Белянина (2013)

Другие
- Максим Леонидов поёт «Песенку студента». «Старые песни о главном 3» (31 декабря 1997). Дата обращения: 10 января 2017. (01.20.21—01.23.17)
- Выступление Сергея Лазарева с «Песенкой студента» на творческом вечере, посвящённом 70-летию Давида Тухманова, в рамках фестиваля «Новая волна 2010» 30 июля 2010 года